# Église Sainte-Marie de Davenport
Pour les articles homonymes, voir Église Sainte-Marie.
L'église Sainte-Marie (St. Mary's Church) est une église catholique de Davenport aux États-Unis dans l'Iowa inscrite au Registre national des lieux historiques. Elle dépend du diocèse de Davenport.

## Historique

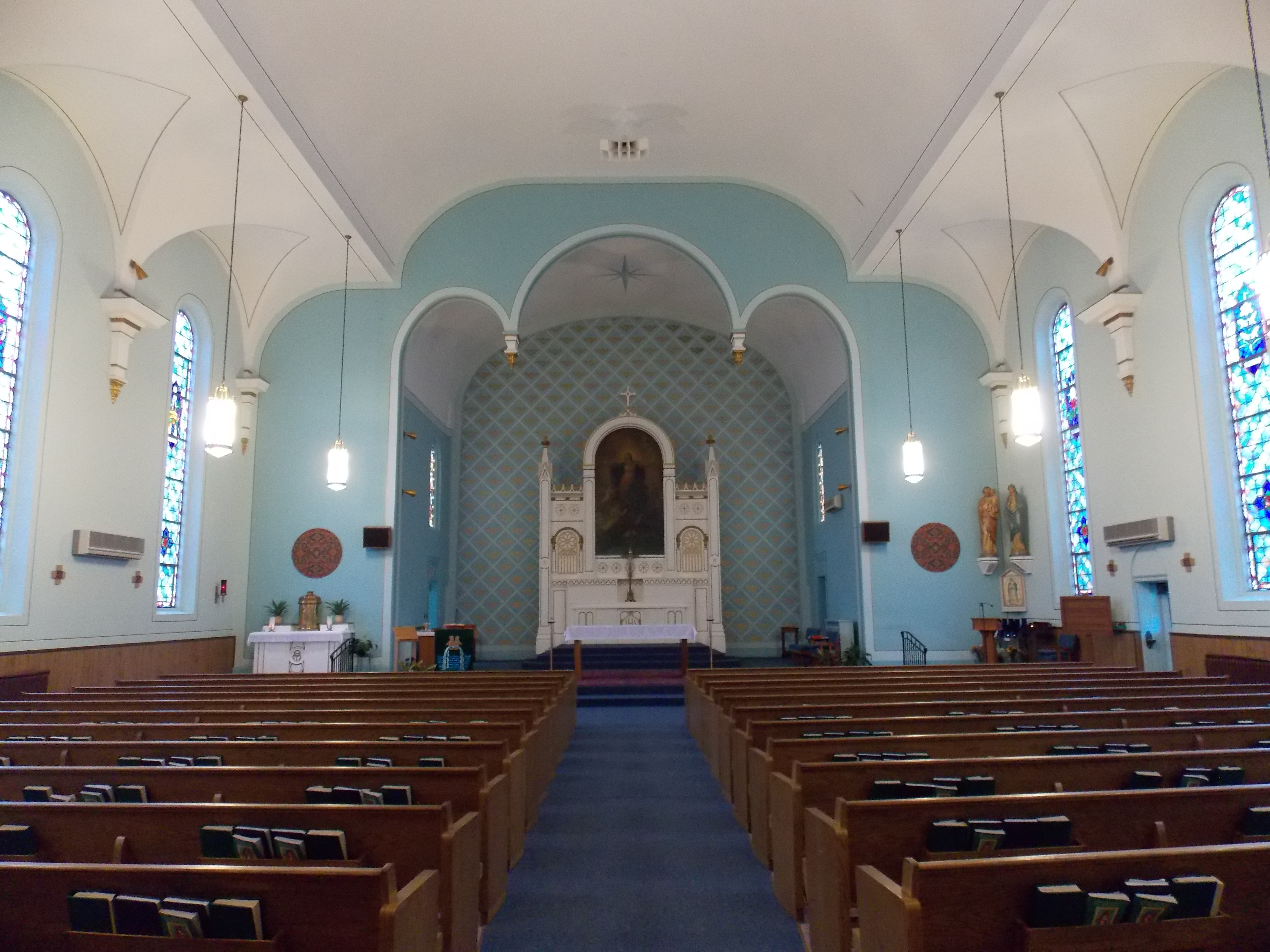
Intérieur

La paroisse Sainte-Marie, dépendant alors du diocèse de Dubuque, a été fondée en 1867 par cent-cinquante familles descendant d'Irlandais ou anglophones, vivant dans le quartier ouest de la ville; car le curé de Sainte-Cunégonde (aujourd'hui Saint-Joseph), desservant des familles germanophones ne pouvait le faire pour elles. L'église, dont la première pierre est bénite le 21 juillet 1867 par Mgr John Hennessy, est construite à deux pâtés de maisons de Sainte-Cunégonde. Elle est de style néoroman en briques rouges avec un clocher en façade surmonté d'une haute flèche. Une maison paroissiale servant également de cure est construite à côté et fait également partie de la liste des lieux historiques, ainsi que l'école paroissiale.
Le Français Jean-Antoine-Marie Pelamourgues (1807-1875), qui desservait auparavant l'église Saint-Antoine de Davenport, en est le premier curé à partir de 1868, avant d'être remplacé par l'abbé Michel Flavin en 1871. L'église dépend du diocèse de Davenport, lorsqu'il est érigé en 1881.
Un nouvel orgue, provenant de chez Moline Pipe Organ Co est installé en 1883. Son organiste est alors Célestine Féjervary qui visite l'Europe dix ans plus tard et rapporte de Belgique une Assomption de la Bienheureuse Vierge Marie peinte par Guido Reni et inspirée de Raphaël. L'orgue et le tableau sont toujours visibles à l'église aujourd'hui. La paroisse contribue à former une nouvelle paroise en 1898, celle de la Sainte-Famille et établit des liens avec la paroisse Saint-Alphonse, fondée par les rédemptoristes en 1908, pour desservir les quartiers ouvriers de l'ouest.

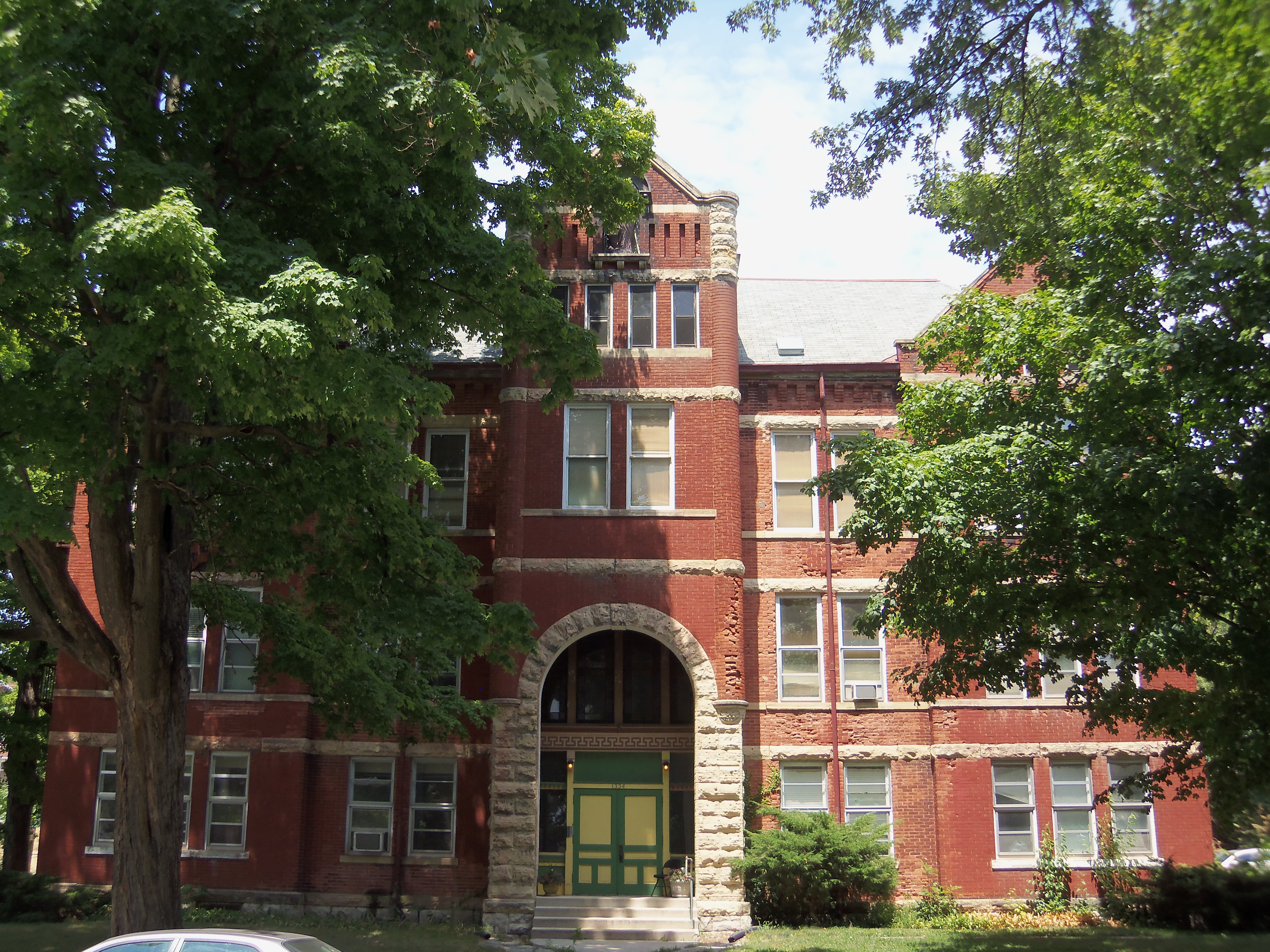
L'ancienne école paroissiale aujourd'hui

L'école paroissiale, qui est construite par la suite, est d'abord administrée par les Sœurs de la Miséricorde, puis par les Sœurs de la Sainte-Croix, congrégation fondée en 1844 dans l'Indiana. Elle est obligée de fusionner, par manque d'effectif, dans les années 1970 avec celle voisine de la paroisse Saint-Joseph (aujourd'hui disparue), devenant la Holy Trinity School, puis ferme à la fin des années 1990.
La paroisse compte depuis les années 1980 de plus en plus de familles hispanophones, si bien que les messes y sont aujourd'hui célébrées en anglais et en espagnol.

## Source de la traduction
- (en) Cet article est partiellement ou en totalité issu de l’article de Wikipédia en anglais intitulé « St. Mary's Catholic Church (Davenport, Iowa) » (voir la liste des auteurs).